# Gryon hirsutioculum
Gryon hirsutioculum är en stekelart som först beskrevs av Girault 1925.  Gryon hirsutioculum ingår i släktet Gryon och familjen Scelionidae. Inga underarter finns listade i Catalogue of Life.